# Танака, Какуэй
Какуэй Танака (яп. 田中 角榮 Танака Какуэй, 4 мая 1918 — 16 декабря 1993) — политический деятель, премьер-министр Японии с 7 июля 1972 года по 9 декабря 1974 года. Один из наиболее противоречивых японских премьер-министров послевоенного времени. Как лидер доминирующей фракции в правящей Либерально-демократической партии Танака господствовал в японской политике на протяжении 1970 — 1980-х годов, за что в прессе его прозвали «Теневым Сёгуном». 
Всю политическую карьеру Танаку сопровождали громкие коррупционные скандалы, что тем не менее не мешало ему завоёвывать первые места на выборах.

## Биография

### Ранние годы
Танака родился 4 мая 1918 года в посёлке Футада (в настоящее время Касивадзаки), префектура Ниигата. Он был старшим сыном бедного торговца скотом, Танаки Какудзи, и его жены, Фумэ. В возрасте двух лет чуть не умер от дифтерии. В 1933 году, после окончания средней школы, переехал в Токио, где днём работал на стройке, а по вечерам учился в Токийском центральном политехническом училище на факультете гражданского строительства. В 1936 году окончил училище, и уже в 1937 году создал собственную строительную фирму.
В 1939 году Танаке исполнилось 20 лет и он был призван в армию. Его определили в кавалерийскую армию, которая служила в Маньчжурии. В 1941 году он заболел плевритом и был отправлен обратно на японские острова. Болезнь прогрессировала и в конце концов была определена как туберкулёз. В течение нескольких месяцев Танака ожидал смерти, но в конечном счёте выздоровел и был демобилизован из армии.
В дальнейшем Танака вернулся к работе в строительном бизнесе. Его фирма процветала в период Второй мировой войны. Уже к 1943 году фирма Танаки входит в топ 50 самых крупных японских строительных фирм. Успех бизнеса Танаки в значительной степени основывался на тесном сотрудничестве с правительственными организациями.
В 1942 году женился на Сакамото Хане, дочери владельца средней строительной фирмы. В том же году у них родился сын Масанори, он умер в возрасте 6 лет. В 1944 году родилась дочь Макико, которая в будущем станет членом парламента, первой женщиной министром иностранных дел Японии.

### Начало политической карьеры
После войны Танака спонсировал Прогрессивную партию Японии (яп. 日本進歩党 Нихон Симпото:), что значительно облегчило его вхождение в политику. В 1946 году он участвовал в выборах от третьего избирательного округа префектуры Ниигата как представитель Прогрессивной партии — но проиграл. Однако уже в следующем 1947 году он проходит в парламент как кандидат от Демократической партии (яп. 民主党 Минсюто:). В мае 1948 года присоединяется к новообразованной Демократической либеральной партии (яп. 民主自由党 Минсю дзию:то:), которую возглавляет Сигэру Ёсида. Уже в октябре 1948 года Танака занимает свой первый значимый пост — должность заместителя министра юстиции во втором кабинете Ёсиды.
В декабре 1948 года Танака был арестован, как один из подозреваемых в получении взяток размером в 1 млн. иен в деле о лоббировании интересов угледобытчиков с Кюсю. В ходе судебного процесса обвинения казались неоспоримыми, но финальный приговор был намного мягче, чем ожидалось. Токийский окружной суд присудил Танаке 6 месяцев тюрьмы. Позже этот приговор был отменён в апелляционном суде.
В 1952 году стал деканом и главой совета директоров Токийского центрального политехнического училища, в котором он получал образование (подал в отставку в 1972 году).
В марте 1955 года, в возрасте 36 лет, Танака становится председателем постоянной комиссии по вопросам торговли при Палате представителей. В ноябре того же года вступает в только что появившуюся Либерально-демократическую партию. В июле 1957 году занимает должность министра по делам почты и телекоммуникаций в первом кабинете Нобусукэ Киси, ушёл с поста в 1958 году. С июля 1963 работал министром финансов во втором и третьем кабинете Хаято Икэда, а также в первом кабинете Эйсаку Сато. В третьем кабинете Сато возглавлял Министерство внешней торговли и промышленности (1971—72). До своего прихода на должность премьер-министра дважды занимал пост генерального секретаря ЛДПЯ (1965—66, 1968—71).

### Премьер-министр

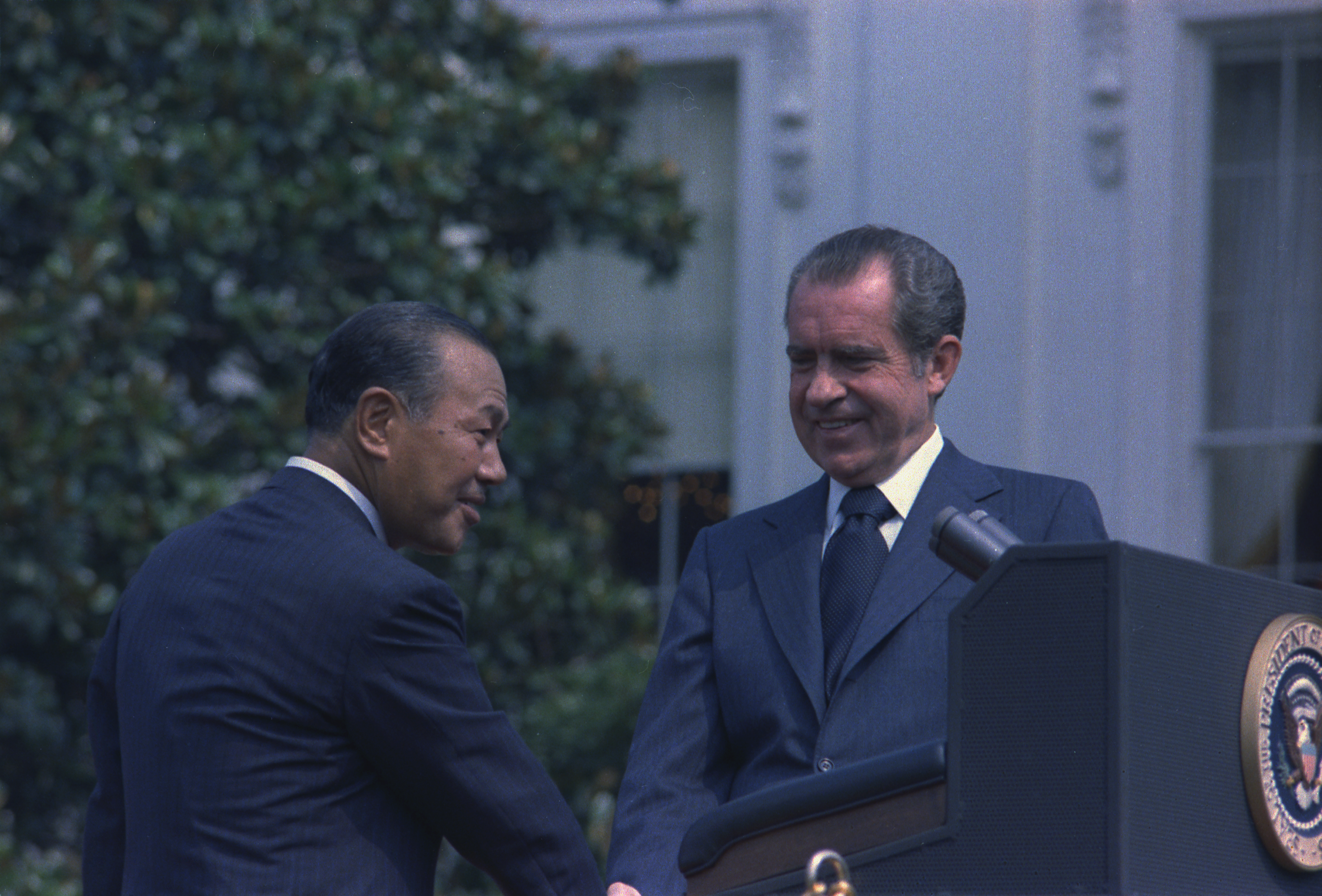
Танака и Никсон во время визита Танаки в Вашингтон в 1973 году

В июне 1972 года Танака публикует книгу, в которой впервые выдвигает свой план «реконструкции Японских островов» (яп. 日本列島改造論 Нихон рэтто: кайдзо: рон), в дальнейшем ставший внутриполитической программой деятельности его правительства. Это был весьма амбициозный проект, суть которого состояла в переносе промышленности из сильно загрязнённых и перенаселённых областей Токио-Осаки в региональные промышленные центры, связанные между собой сетью скоростных автотрасс и железных дорог. После широкой рекламной кампании в средствах массовой информации, план на первых порах помог Танаке создать себе облик энергичного руководителя, способного преодолеть отрицательное экологическое и социальное наследие высоких темпов экономического роста, что помогло ему получить очень высокий рейтинг поддержки избирателей (61 процент опрошенных поддерживал его кабинет в начале срока). Однако единственным результатом этой затеи стал колоссальный инфляционный рост цен на недвижимость.
Приход Танаки к власти был сравнительно неожиданным. Причиной этому стало внезапное обострение отношений с Соединёнными Штатами («Шок Никсона»), что вызвало определённый кризис в правящей Либерально-демократической партии. Вместо «законного» кандидата на пост председателя партии и, соответственно, премьер-министра Такэо Фукуда пришёл Танака Какуэй. С этого момента и до конца 80-х годов Танака и его фракция являлись самой мощной политической силой в нижней палате, они фактически определяли выборы последующих премьер-министров страны. С 1985 года в связи с болезнью Танака постепенно начинает терять политическое влияние, и в 1987 году контроль над его фракцией окончательно перешёл к Нобору Такэсита.
Во внешней политике Танака положил начало концепции «многосторонней дипломатии», суть которой заключалась в расширении круга партнёров по международному сотрудничеству при одновременном сохранении приоритета японо-американских отношений. Танака развил широкую дипломатическую активность, и в 1972—1974 годах, помимо стандартных визитов Вашингтона, он также выезжал на тяжёлые переговоры в Москву и Пекин, посещал столицы стран Западной Европы, Юго-Восточной Азии, Северной и Южной Америки. При его правительстве японские дипломаты развернули широкую активность в государствах Ближнего и Среднего Востока, впервые начало проявляться японское присутствие в Африке. В 1972 году были установлены дипломатические отношения с Монголией и ГДР, а в 1973 году — с Демократической Республикой Вьетнам.
Чтобы не отставать от США после «Шока Никсона» японское правительство направило значительные усилия для нормализацию отношений с КНР. В сентябре 1972 года Танака, предварительно проконсультировавшись с Никсоном, выехал в Пекин на переговоры с Чжоу Эньлаем. После обсуждения ряда сложных вопросов, в основном связанных с Тайванем, 29 сентября 1972 года было подписано совместное заявление КНР и Японии, провозгласившее установление дипломатических отношений. Это стоило Японии дипломатических отношений с Тайванем, однако тесные экономические связи и сотрудничество удалось сохранить.
В октябре 1973 года посещает Москву, где впервые после установления отношений между двумя государствами были проведены переговоры на высшем уровне. Основной проблемой стало обсуждение заключения мирного договора, ввиду несогласия японской стороны признать частичные территориальные уступки со стороны Советского Союза (выражалась готовность передать Японии острова Хабомай и Шикотан, как и оговаривалось в Совместной Декларации 1956 года). Перед визитом Танаки в Москву правящая и все оппозиционные партии единогласно приняли резолюцию, требующею полного возвращения «северных территорий», которые включали в себя всю южную часть Курильских островов. Поэтому Танака не мог пойти на такой шаг и в этом плане была достигнута лишь договорённость о продолжении переговоров. С другой стороны обсуждение экономического сотрудничества было более результативным. Правительства Японии и СССР брали на себя обязательства поощрять и содействовать экономическим связям двух государств.
В октябре 1974 года Татибана Такаси в журнале «Бунгэй Сюндзю» (яп. 文藝春秋 Бунгэй Сюндзю:) опубликовал разоблачающую статью, касающуюся «источников существования и связей» Танаки Какуэй. В материале в подробностях утверждалось, что Танака нажил своё состояние благодаря земельным спекуляциям, созданию фиктивных компаний, уклонению от уплаты налогов и.т. п. Всё это было быстро растиражированно другими японскими изданиями. Среди прочих вещей в особенности подробно освещались расточительные расходы Танаки для получения поста председателя партии и расходы на июльские выборы 1974 года. Огласке также были преданы персональные финансовые расходы Танаки. От других политиков, не гнушавшихся денег, Танаку отличало манипулирование огромными суммами денег. Как оказалось он платил не только членам своей фракции и другим либерал-демократам, но и бюрократам разного уровня и, что характерно, политикам оппозиционных партий. Большинство политических обозревателей считало, что Танака как-нибудь справится с положением и сохранит пост премьер-министра, однако относительная неудача ЛДПЯ на выборах 1974 года, быстро растущая инфляция и ослабевшее здоровье в конце концов вынудили его подать в отставку. Премьером стал обладающий незапятнанной репутацией Такэо Мики.

### Дело Локхид
В феврале 1976 года в стенах американского конгресса Карл Котчиан, директор корпорации Локхид, сделал заявление о даче взяток в 60-х и 70-х годах высшим чинам разных союзных США стран, с целью гарантированного получения контрактов на поставку самолётов. В частности, в Японии, за гарантию покупки 21 L-1011 TriStar для All Nippon Airways (вторая по размеру японская авиакомпания), взятки получал Танака (2 миллиона долларов) и ещё семь японских политиков. Оппозиционные партии, добиваясь расследования «Дела Локхид», более чем на три месяца блокировали работу парламента. Профсоюзы и другие общественные организации провели ряд выступлений с требованием сурового наказания коррупционеров. Танаке был выдвинут ряд обвинений, и после долгого судебного процесса он был признан виновным 12 октября 1983 года. Он получил 4 года тюрьмы и должен был выплатить штраф в размере 500 млн иен. Практически сразу он обжаловал свой приговор, разбирательство тянулось до 1993 года, и было прекращено в связи со смертью обвиняемого.
27 февраля 1985 пережил кровоизлияние в мозг. Его дочь, Макико, заботилась о нём всё время, сначала в больнице потом дома. Она не позволяла никому с ним видеться. Никто не знал насколько серьёзно он был поражен болезнью до января 1987 года, когда он появился на публике при праздновании нового года. Тогда он встретился с несколькими политиками, здоровался левой рукой, а его речь была невнятной, но он вернулся в политику и занимал своё место в палате представителей вплоть до 1990 года. Какуэй Танака умер 16 декабря 1993 года.